# 1997 WP28
1997 WP28 är en asteroid i huvudbältet som upptäcktes den 29 november 1997 av den tjeckiske astronomen Petr Pravec vid Ondřejov-observatoriet.
Asteroiden har en diameter på ungefär 7 kilometer och den tillhör asteroidgruppen Eos.